# Thamnosophis mavotenda
Espèce
Statut de conservation UICN

 NT  : Quasi menacé
Thamnosophis mavotenda est une espèce de serpents de la famille des Lamprophiidae. 

## Répartition
Cette espèce est endémique de Madagascar.

## Description
Dans leur description les auteurs indiquent que le spécimen en leur possession, un individu mâle, mesure environ 85 cm dont 26 cm pour la queue.

## Étymologie
Son nom d'espèce, du malgache mavo, « jaune » et tenda, « gorge », lui a été donné en référence à la livrée de l'holotype.

## Publication originale
- Glaw, Nagy, Köhler, Franzen & Vences, 2009 : Phylogenetic relationships of a new species of pseudoxyrhophiine snake (Reptilia: Lamprophiidae: Thamnosophis) suggest a biogeographical link between western and northern Madagascar. Organisms Diversity & Evolution, vol. 9, n. 1, p. 13-22 (texte intégral).